# Ghilman
Ghilman (arab. ‏غلمان‎, liczba poj.: ghulam - chłopiec arab. ‏غُلاَم‎) – niewolni żołnierze służący w armiach dawnych państw muzułmańskich.
Pierwsze oddziały złożone z niewolników powstały w kalifacie Abbasydów, za panowania kalifa Al-Mutasima.  Z czasem praktyka ta rozprzestrzeniła się na inne państwa muzułmańskie. Ghilman rekrutowali się głównie z jeńców pochodzących z Azji centralnej i Kaukazu. Byli używani jako gwardia przyboczna kalifa. W drugiej połowie IX w. ich wpływy polityczne bardzo wzrosły.